# Cultura chachapoyas

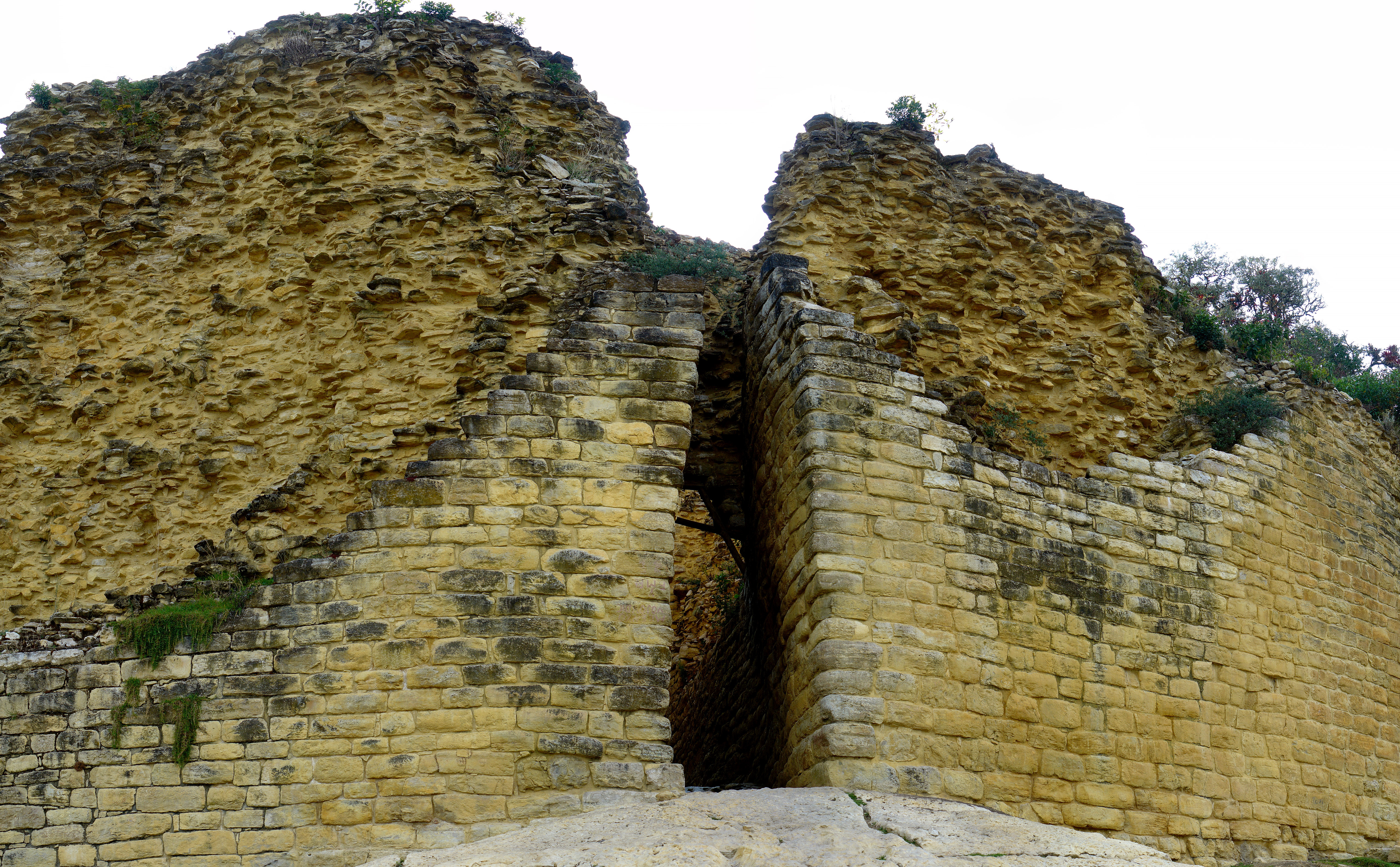
Portada principal de Kuélap: el enclave chachapoyas mejor conocido

La cultura chachapoyas es una cultura arqueológica del Antiguo Perú que se desarrolló en el actual departamento peruano de Amazonas a finales del Horizonte Medio y durante todo el periodo Intermedio Tardío. Según Inca Garcilaso de la Vega, también eran denominados como "chachas". Los chachapoyas fueron conquistados por el Imperio Incaico en tiempos del gobernante Túpac Inca Yupanqui.

## Etimología
El nombre "chachapoyas" fue dado a esta cultura por los incas; el nombre que esta gente pudo haber usado para referirse a sí mismos no se conoce. El significado de la palabra Chachapoyas puede derivarse del quechua sach'a phuyu (sach'a = árbol, phuyu = nube) que significa "bosque nublado", otra alternativa es que puede haber sido de sach'a-p-qulla (sach'a = árbol, p = de la, qulla = el nombre de un reino preincaico de Puno que los Incas usaban como término colectivo para los muchos reinos alrededor del Titicaca) el equivalente de "gente qulla que vive en los bosques".
También podría equivaler a los términos aymaras chacha- phuya ya que (chacha = hombre(s), phuya = cabello de cloclo) lo que significaría "hombres de los cabellos dorados".

## Ubicación geográfica

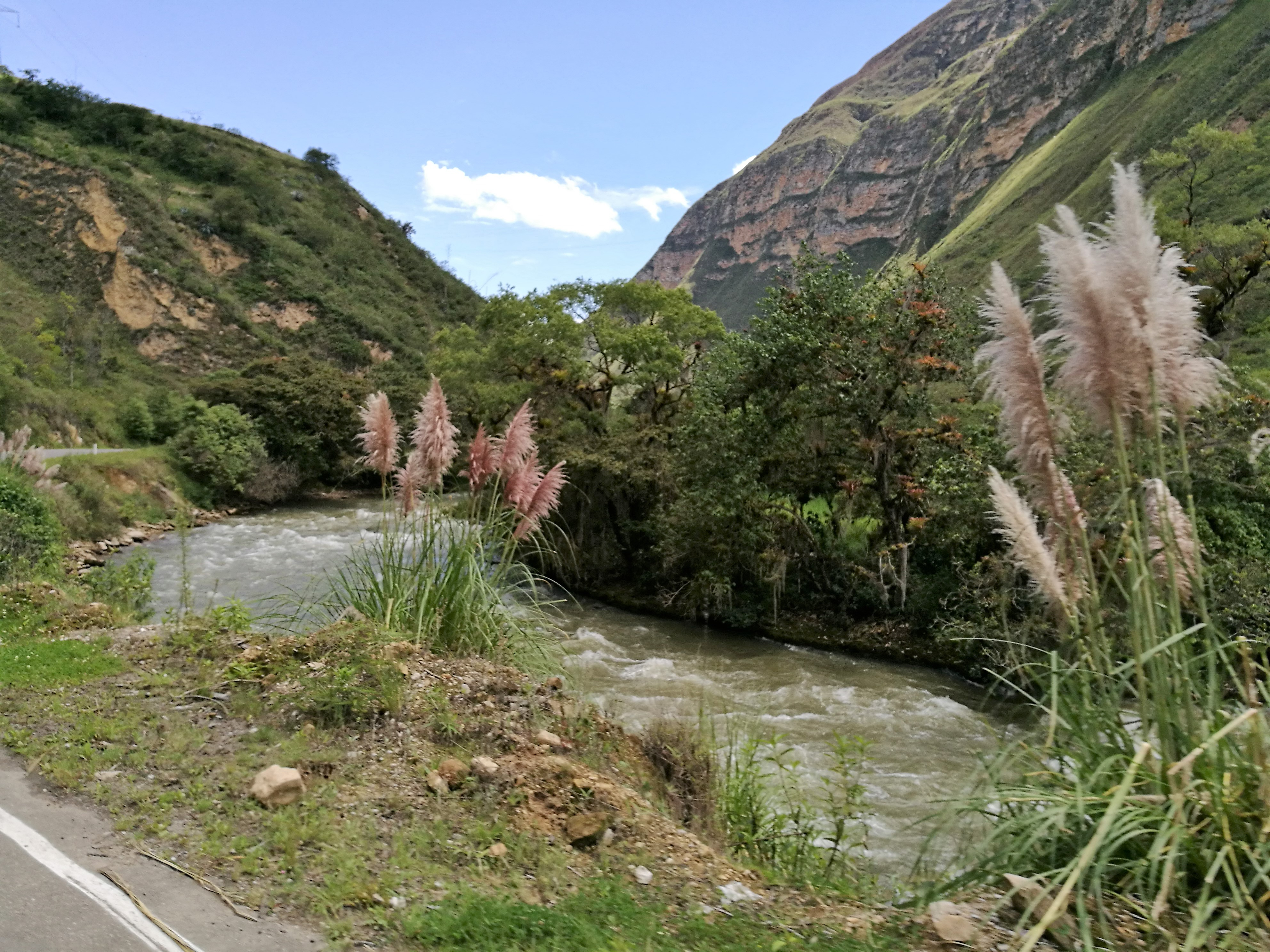
Valle del río Utcubamba, una de las áreas más pobladas del Chachapoyas precolombino

Los chachapoyas moraban al sureste de los bracamoros, sobre la margen derecha del río Marañón. Su desarrollo tuvo como centro el valle del río Utcubamba. Su territorio se extendía de norte a sur casi 400 kilómetros, desde el río Marañón en la zona de Bagua, hasta la cuenca del río Abiseo, donde se encuentra la ciudadela de Gran Pajatén, y aún más al sur hasta el río Chontayacu. Calancha ofrece la siguiente descripción: 

"Montañas ásperas, donde siempre llueve... tierra montuosa, poblada de sabandijas, abundante de tigres, llena de árboles silvestres"
Antonio de la Calancha

Acerca de los "tigres" (refiriéndose a los jaguares), los misioneros agustinos pioneros mencionaron que:

"...ay gran abundancia de tigres en aquellas montañas que se entravan en los albergues i chacras de los Indios, i salen a los caminos i pastos de los pueblos despedaçando onbres, mugeres, niños, ganados I animales caseros..."
Primeros Agustinos

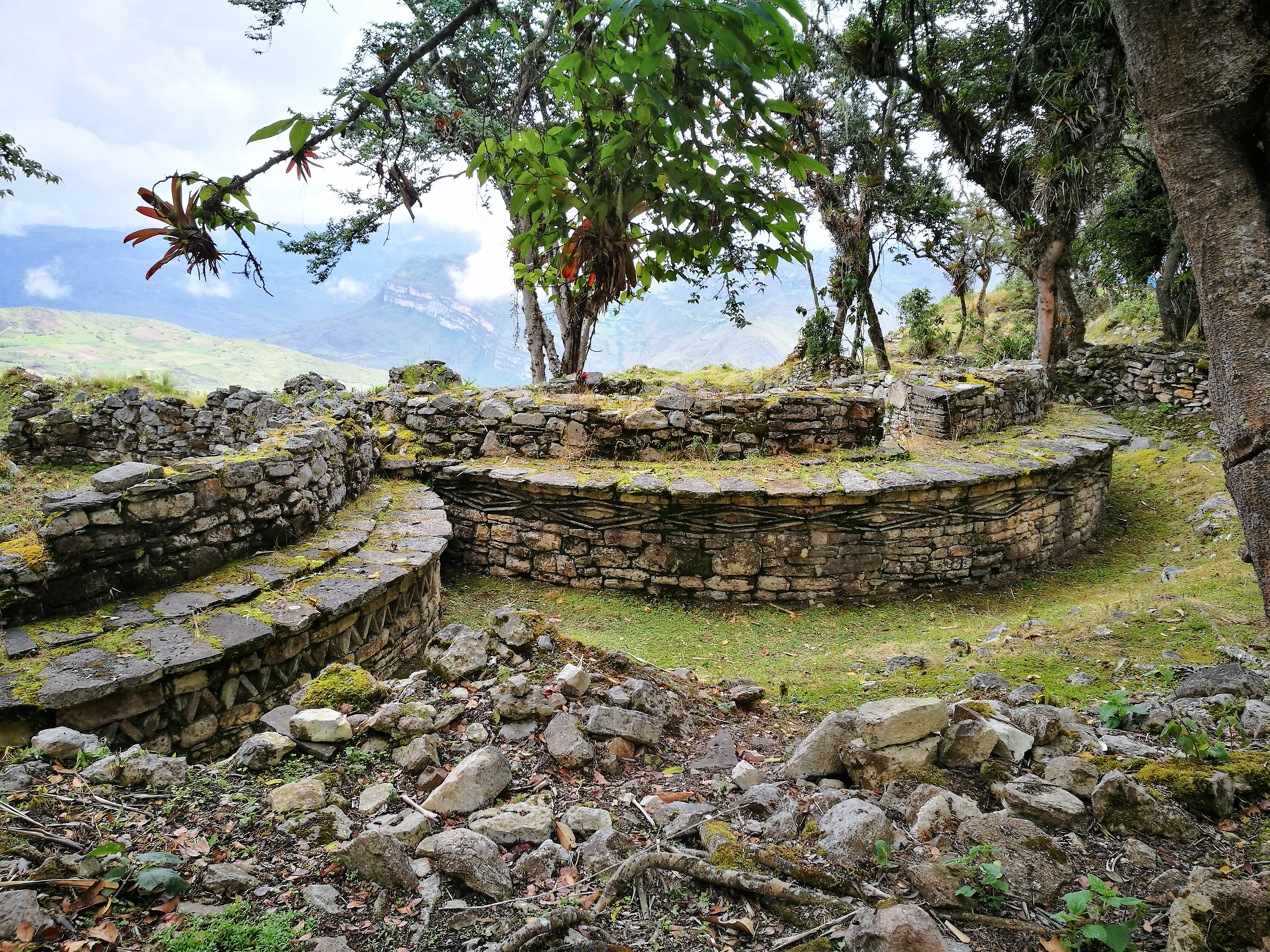
Bases de viviendas chachapoyas

 Abarcaba así la parte sur del actual departamento de Amazonas y sectores del noroeste del departamento de San Martín, como también espacios del extremo oriental del departamento de La Libertad. En efecto, las noticias que consigna el Inca Garcilaso de la Vega refieren que el territorio de los chachapoyas era tan extenso que le "pudiéramos llamar reino porque tiene más de cincuenta leguas de largo por veinte de ancho, sin lo que entra hasta Moyobamba que son treinta leguas de largo [...]". Para una interpretación adecuada de esta información, diremos que una legua corresponde a cerca de cinco kilómetros.

## Historia

### Antecedentes
| Años             | Etapas                         |
| ---------------- | ------------------------------ |
| 800 – 1470 d. C. | Chachapoya Clásica             |
| 1470 – 1532      | Chachapoya – Inca              |
| 1532 – 1570      | Chachapoya – Colonial Temprano |

Los chachapoyas tienen una larga historia en la región, medida en varios milenios a juzgar por los testimonios de arte rupestre expuestos en las paredes rocosas de cuevas de la provincia de Utcubamba. Posiblemente fueron descendientes de inmigrantes cordilleranos que modificaron su cultura ancestral en el nuevo medio, tal vez recogiendo tradiciones de los primeros pobladores de origen amazónico. 

### Intermedio tardío
Lo tradicionalmente denominado "chachapoyas", propiamente dicho, posiblemente tuvo sus inicios en el siglo VIII. Modificaron el paisaje selvático tornándolo erosionado y yermo a medida que iban depredando los bosques y como consecuencia de las quemas anuales a que sometían sus tierras. Esta modificación del paisaje original se presenta elocuentemente en el área del río Utcubamba. 

### Conquista inca e Imperio

#### Gobierno de Túpac Yupanqui
Túpac Inca Yupanqui fue el primer inca que contempló la posibilidad de sojuzgar Chachapoyas, durante la guerra Inca-Chachapoyas. No obstante, tras conquistar Huacrachuco, decidió tomarse un tiempo para reorganizar sus fuerzas. Chachapoyas era un objetivo atractivo debido a los recursos que ofrecía, además de suponer una posición estratégica y firme desde la cual enviar expediciones al este, adentrándose en las selvas tropicales. 
El ejército incaico reunió una cifra aproximada de 20 000 soldados (en su mayoría, provenientes del Collasuyo) para atacar desde el sur. El yacimiento de Pampa Hermosa B, cercano al Gran Saposoa, es frecuentemente referido como un campamento militar imperial en su empuje contra las distintas fortificaciones que salpicaban los boscosos cerros y montañas de Chachapoyas. 
Las fuerzas incásicas avanzaron implacables a través del agreste territorio. Quien describió el desarrollo de la guerra con mayor detalle fue el cronista Inca Garcilaso. La primera batalla se libró en Pías, con lo que concuerdan otros cronistas como Martín de Murúa y Pedro Sarmiento de Gamboa, seguida de encuentros en Condormarca, Cajamarquilla, Pampamarca, Raimipampa (hoy Leymebamba), Suta (hoy Zuta, un anexo de Jalca Grande) y Levanto. Durante la campaña, los chachas fueron reclutados para batallar en contra de etnias rivales, como los luyas. La ciudadela de Levanto se construyó como un bastión militar incaico. La campaña de Túpac Yupanqui se detuvo finalmente en las zonas de Moyobamba y Cascayunga, las cuales se rindieron pacíficamente. Como premio, el inca agasajó a sus jefes con abundantes prendas finas. 

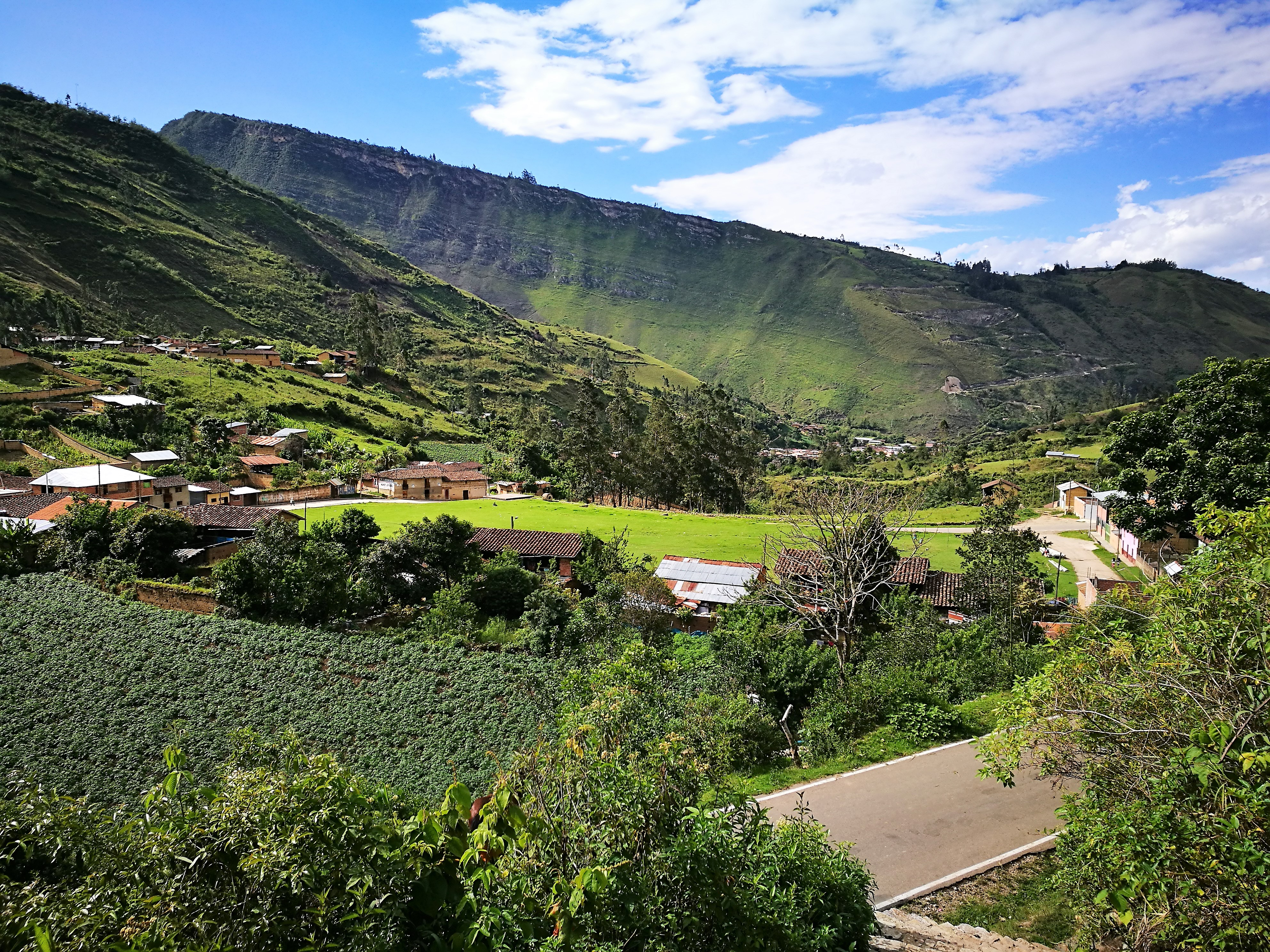
Leymebamba, antigua Raimipampa.

Algunos chachapoyas fueron deportados a Cajamarca (incluyendo una colonia chilcho en Chetilla) y Amaybamba, mientras que otros sirvieron como alabarderos en el ejército (según Santa Cruz Pachacuti). Los chachapoyas también eran muy estimados e incluso temidos por sus prácticas curanderas. El Incanato instauró el sistema de organización mediante curacazgos y procedió con la construcción de infraestructura administrativa, militar y religiosa, además de incrementar enormemente el sistema de caminos. En Levanto se estableció la residencia de numerosos nobles incaicos, administrando la zona nuclear de Utcubamba, mientras que Cochabamba fue erigido como el principal centro administrativo de la nueva provincia de Chachapoyas. 
Como primer gobernador se nombró a Chuillaxa, quien era favorable a la presencia inca y ya poseía experiencia política como curaca de Chibul, siendo ascendido con el título de apu. Asimismo, se le obsequiaron varias concubinas.  Su administración se caracterizó por un clima de estabilidad y tranquilidad que duró varios años. El norte de Chachapoyas, en cambio, se dividió en otras provincias: Bracamoros, Paclla o Pacla y Cascayunga.

#### Gobierno de Huayna Cápac
Durante el reinado de Huayna Cápac Inca, el hijo de Apu Chuillaxa, Huayna Chuillaxa, también conocido como Chuillaxa II y bautizado por los españoles como Cristóbal Chuillaxa, sucedió a su padre como gobernador de Chachapoyas. La administración de Huayna Chuillaxa fue bastante agitada, pues se suscitaron dos rebeliones probablemente a causa del descontento por la creciente intensidad y rigidez del régimen inca, muy contrastante con un territorio históricamente conformado por grupos políticamente simples e independientes que no obedecían más que a sus caudillos temporales.
La primera rebelión fue violentamente aplastada. La segunda, en cambio, no requirió de una incursión militar en cuanto, según el Inca Garcilaso, se promulgó un perdón general tras que una anciana chachapoyas en representación de los rebeldes rogó clemencia. Con todo, ambos eventos fueron motivo suficiente para la destitución de Huayna Chuillaxa, creyéndose que estuvo confabulado con los alzamientos, quien mostró gran pesadumbre por la decisión. Como método preventivo, uno de sus hijos, Anucara Chuillaxa, fue enviado al Cusco, capital del imperio, para adoctrinarlo en las costumbres y políticas incas, aunque acabaría residiendo permanente allá. 
Otra consecuencia de las rebeliones fue el empleo masivo del sistema de colonos mitimaes para pacificar la región. Aunque este ya se había practicado durante el gobierno de Túpac Yupanqui, con Huayna Cápac alcanzó su punto álgido. Se incrementaron enormemente las deportaciones de grupos chachapoyas hacia otras regiones del imperio, habiendo registro de hasta 26 contingentes. Colonias chachapoyas fueron asentadas en puntos tan lejanos como Otavalo al norte y Copacabana al sur, además de en el propio Cusco. En sentido contrario, estas poblaciones eran reemplazadas con colonos foráneos. Uno de los casos más conocidos es el de los colonos huancas que se asentaron en un poblado que hasta ahora existe: Huancas, especializado en la producción alfarera. Estos desarrollaron una enemistad con los locales luyas, la cual a veces escalaba en choques armados. Acerca de estos conflictos, un testimonio de un curaca de nombre Jesalón narra que:

"antes que los cristianos viniesen a esta tierra los indios Luya nos tenían guerra con estos Guancas hevenia a pelear con ellos muchas veces he que entonces desian viejos he si le hoyo este testigo que esta dicha hoyada e otros pedazos de tierras junto a esta chacra no se sembraba sino antes hera paramo fuele preguntado si después de esto algunaves hoyo decir que esta dicha hoyada se sembraba para los Yngas dixeron las dichas lenguas que el dicho cacique decía que hoyo decir a viejos indios que ya son muertos estaba dicha hoyada hera tierra de los guancas he que no sabemos del caso"
Jesalón

Una colonia yunga se estableció al fondo del valle del Marañón, probablemente como algodoneros y/o balseros. También se tiene evidencia de colonias cajamarcas. Cuando la coya Mama Ocllo, madre de Huayna Cápac, falleció, Huayna Cápac recorrió Chachapoyas rodeado de un ejército de 100,000 soldados, con motivo de recaudar coca y ají para las ceremonias del funeral.

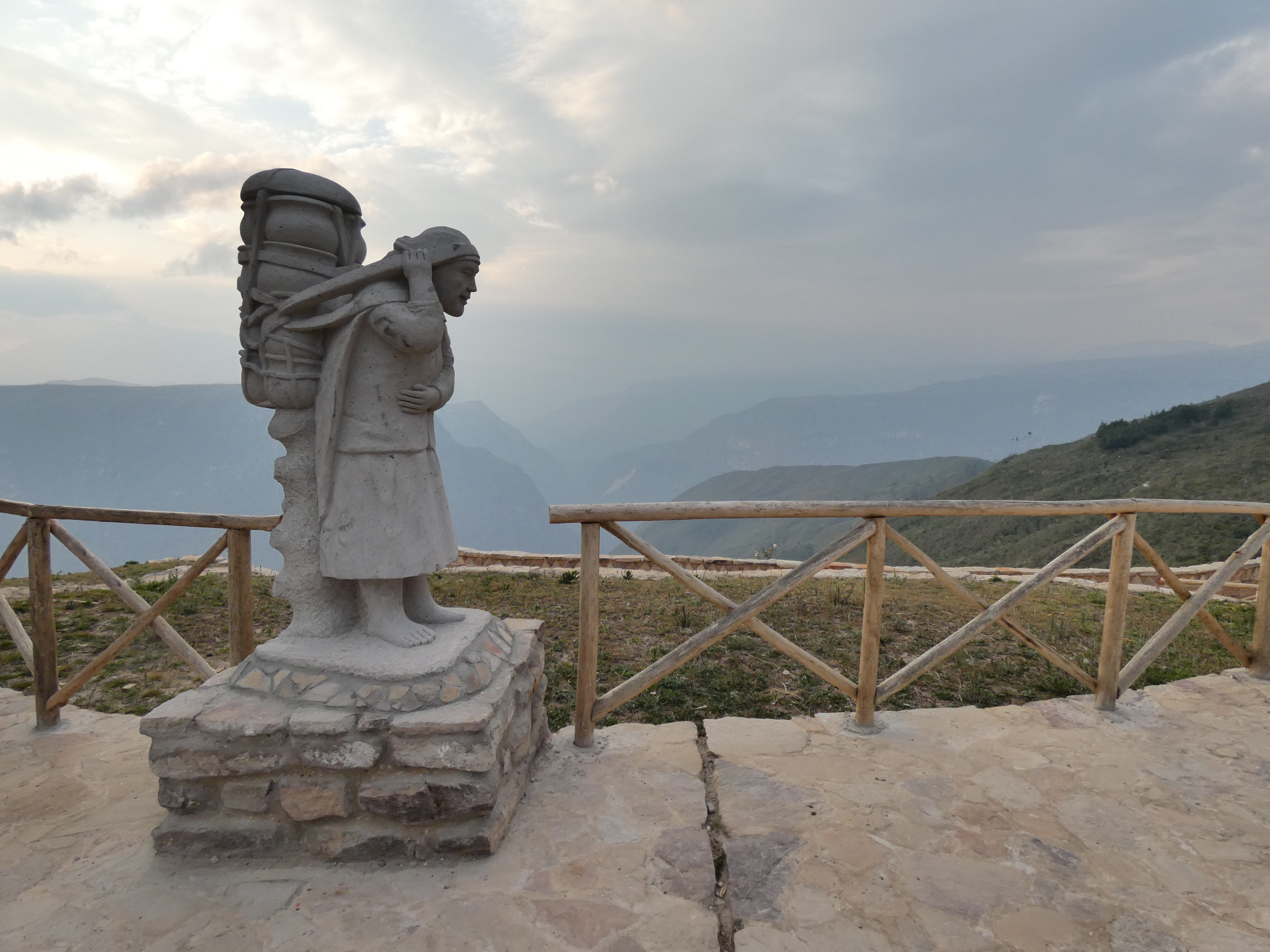
Una de las esculturas en Huancas que conmemoran su tradición alfarera.

A mediados del mandato de Huayna Cápac e inmediatamente tras la destitución de Huayna Chuillaxa, se eligió al yanacona Chuquimis como nuevo gobernador. El historial de Chuquimis era notorio. Era curaca de Pipus (hoy Pipos), al norte de Chachapoyas, veterano de otras guerras del inca y uno de sus ayudantes cercanos. Por ello, era uno de sus hombres de confianza, se le habían otorgado tierras en Cusco y Ayacucho, y se le había concedido el título de apu. Sin embargo, su nombramiento fue resentido por otros curacas, pues se le consideraba forastero. Irónicamente, es muy probable que Apu Chuquimis haya envenenado a Huayna Cápac con supuestas hierbas medicinales para "curarle" una enfermedad. De ser así, el acto de Apu Chuquimis desencadenó una reacción en cadena que acarreó la muerte de Huayna Cápac, el estallido de la guerra civil incaica y permitió la rápida conquista española al aliarse estos con el gobierno cusqueño en contra de la insurgencia atahualpista. 
Apu Chuquimis murió repentinamente bajo circunstancias extrañas (probablemente un suicidio) durante el lapso en el que Colla Topa, uno de los militares y nobles más cercanos al inca fallecido, se dirigía a Chachapoyas para investigar y castigar el presunto envenenamiento. Al darse cuenta de que Apu Chuquimis ya había fenecido, ordenó de todas formas extraer sus restos de su sepultura ubicada en unos "peñascos" para enterrarlos, lo cual los despojaba de sentido religioso conforme lo dictaba el culto andino a los cuerpos de ancestros ilustres. Asimismo, ordenó ejecutar a su hijo Jos Chuquimis y encarcelar en el Sancayhuasi a  Chuquiguamán. También nombró a Tomallaxa como nuevo gobernador gracias a su experiencia política como curaca de Llama Chibani. Tomallaxa gobernó por un corto periodo de tiempo, alrededor de 2 años, hasta su fallecimiento. Chuquiguamán, por otro lado, consiguió superar su estadía en el Sancayhuasi, lo que habría demostrado su inocencia, y fue llevado al Cusco. 

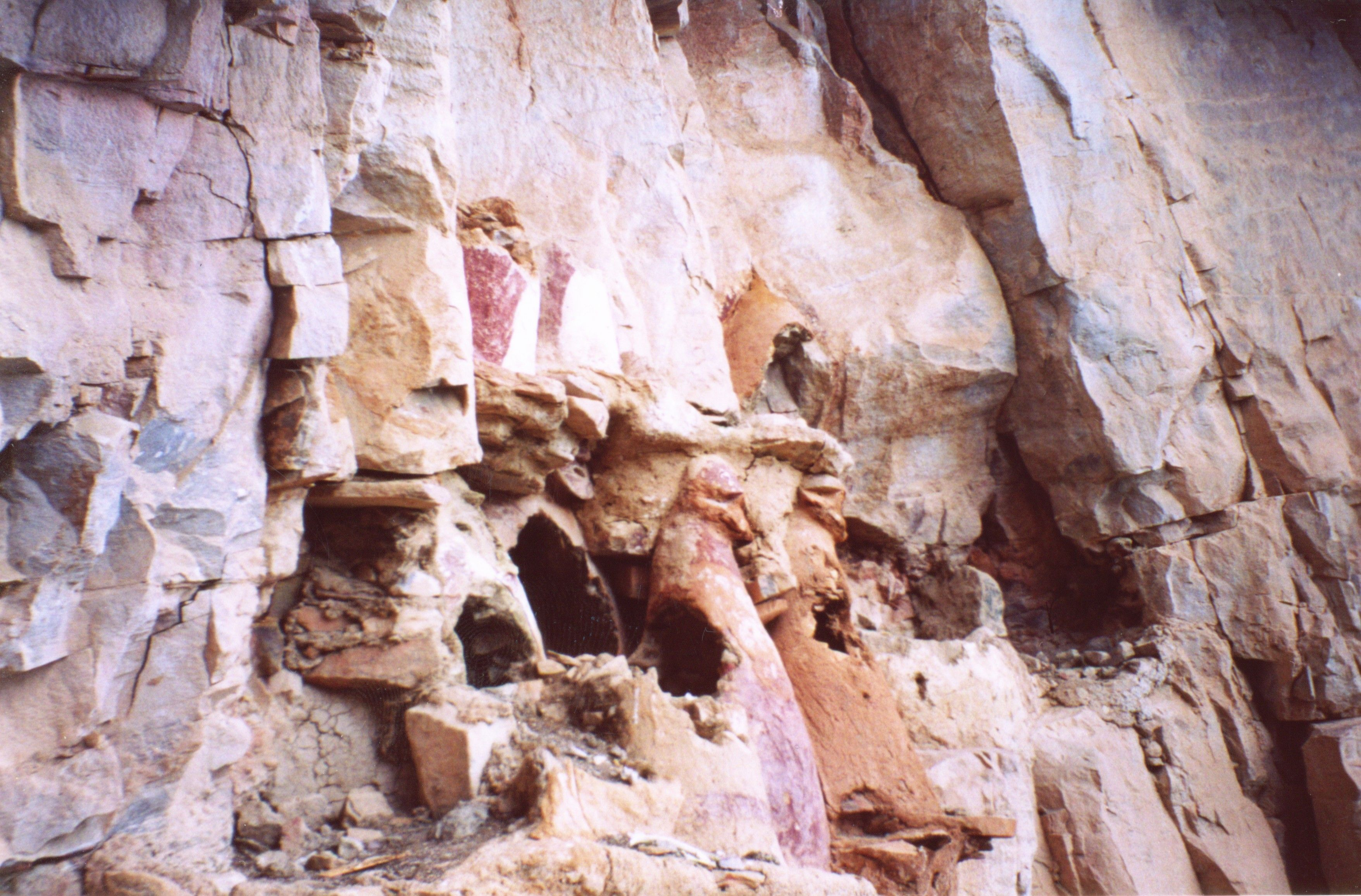
Cámaras funerarias en Tingorbamba.

#### Gobierno de Huáscar
Durante el gobierno de Huáscar Inca, soldados chachapoyas integraron las filas de la guardia real incaica, sirviendo junto con tropas cañaris y las tradicionales de etnia quechua. No residían en Chachapoyas, sino que tenían como base el barrio cusqueño de Carmenca, como parte de las colonias chachapoyas que vivían en la capital inca. Según Martín de Murúa, ostentaban un estatus privilegiado y exento de servicios personales. 
Una de las escasas campañas militares emprendidas por Huáscar durante su breve mandato se dio justamente en Chachapoyas. El objetivo era la conquista de Pomacochas. Esta zona, ubicada al norte, todavía mantenía independencia del imperio. Según otras versiones, Pomacochas ya había sido incorporada al imperio pero se había rebelado. Desde Levanto, fue despachado un ejército comandado por los capitanes Tito Atauchi y Tambo Uscamayta. Los militares incaicos también nombrarían a Puiluana como nuevo gobernador de Chachapoyas para cubrir el vacío dejado por el temprano deceso de Tomallaxa. Por su parte, los pomacochas recibieron refuerzos de los chupatis y hondas (aparentemente, etnias de la periferia). Estos se replegaron hacia una fortaleza y emitieron una oferta de paz, por lo que los incas enviaron una comitiva presidida por el noble inca Chuquisguamán. 

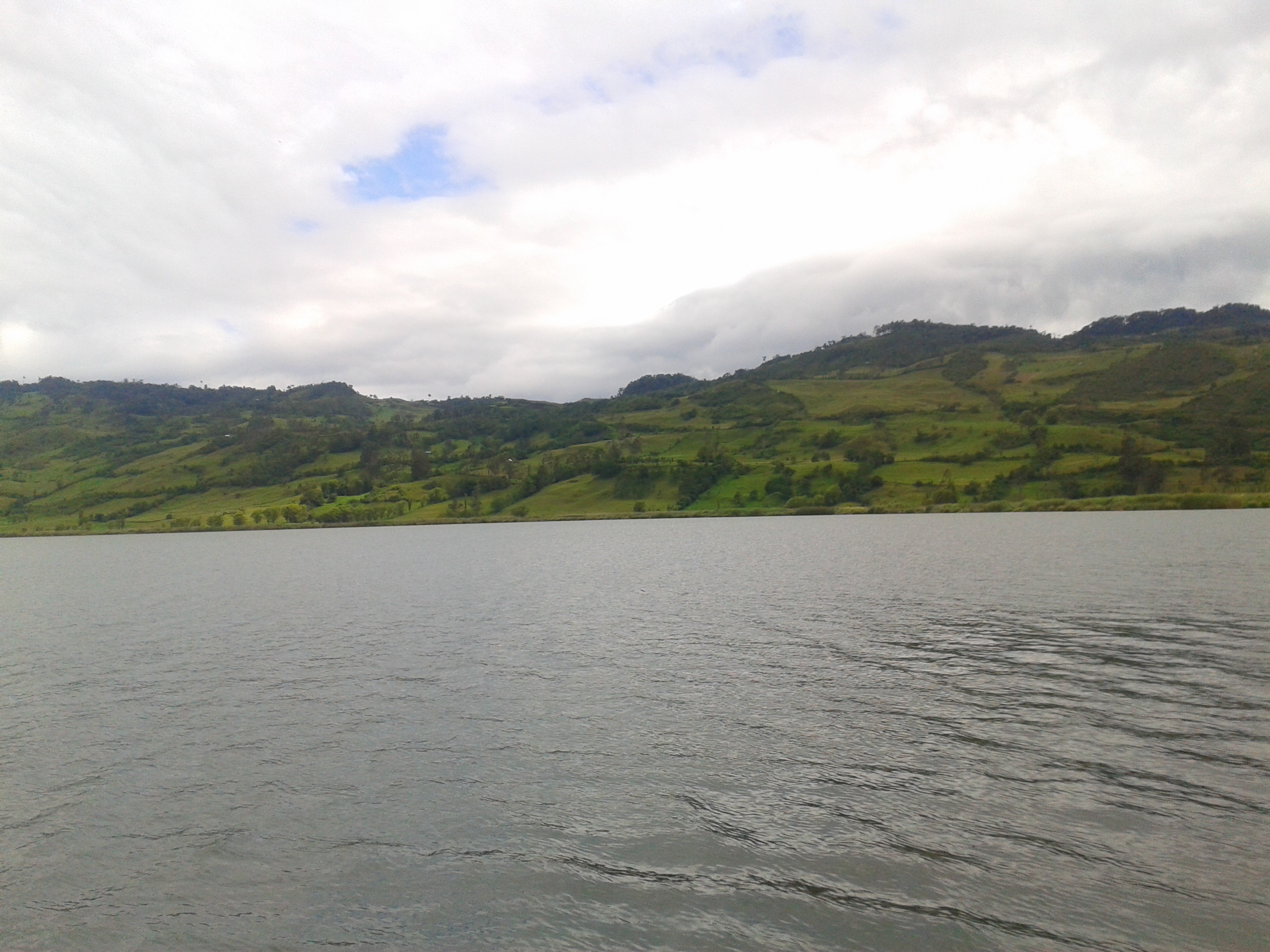
Laguna de Pomacochas.

Los pomacochas se encontraban en medio de celebraciones, a manera de congraciarse con los incas. Según Murúa:

"...el señor de Pomacocha hizo una fiesta grande en su fortaleza para que Chuquis Huaman con sus ojos viesse las vasallos y gente nueba de los quales daría obedencia a su hermano y señor Huascar Ynga [...] Y ansí comencaron a celebrar su fiesta con bailes y danzas. El medio día brindando los chachapoyas a priessa a los orejones y demás soldados del Ynga, y ellos menudeando los vasos y la bebida con más priessa que se la ofrecian, hasta que los humos de la chicha se fueron subiendo por las chimeneas arriba de las casas..."

Después, cuando los militares incaicos se hallaban con la guardia baja y probablemente bajo el efecto del alcohol, los chachapoyas

"...que moderados havían andado, conociendo la ocassion, la cogieron por los caballos y cerrando las puertas de la fortaleza salió la demás gente que el señor de Pomacocha tenía  apercebida  y  con  ímpetu  furioso  dieron  sobre  orejones  y  demás  gente,  y  de  los  primero smataron al traidor de Chuquis Huaman [...] y no escapo de la gente del Ynga, sino solos mil de tres mil que havian entrado en la fortaleza. Y los chachapoya hecha esta mortandad, se bañaban en la sangre de Chuquis Huaman, untándose con ella el rostro y en la demás de los enemigos y luego alegres"
Martín de Murúa

Como era costumbre para muchas etnias de Chachapoyas, decapitaron los cuerpos de Chuquisguamán y otros oficiales para obtener cabezas-trofeos, colocándolas en las puertas de sus viviendas. Huáscar, enterado de la situación, envió refuerzos a Tito Atauchi para la ejecución de un ataque resolutivo contra la fortaleza pomacocha. El asedio obtendría un éxito contundente, aplastando la resistencia pomacochas y masacrando a los defensores. Según Sarmiento de Gamboa, varios asaltos incas fueron derrotados antes de la victoria final. El triunfante ejército incaico retornó al Cusco para celebrar en compañía del mismo Huáscar. 
En relación con la política de mitimaes, ubicó a grupos chupaychus o chupachos en guarniciones que todavía no han sido identificadas.

#### Guerra civil inca
Durante la guerra civil incaica, Chachapoyas suministró millares de soldados para reforzar las filas del gobierno cuqueño; es notoria la participación de 10,000 soldados chillao, muy estimados dada su belicosidad y arrojo. Puiluana fue convocado por Huáscar para presentarse en la capital, donde acabó falleciendo. No obstante, estos refuerzos no consiguieron frenar las continuas derrotas ante las fuerzas atahualpistas. Tras el desastre cusqueño en la batalla de Cochahuayla, el camino a Chachapoyas quedó expuesto. Entretanto y aprovechando el caos, los distintos curacas locales intentaban posesionarse de otras parcialidades, como Chuillaxa III, hijo de Huayna Chuillaxa, en Cochabamba y Chuquimis Longuin, hijo de Apu Chuquimis, en Leymebamba. 
La campaña atahualpista en Chachapoyas inició de forma desfavorable. Un destacamento de reconocimiento de 50 soldados y un espía fueron emboscados y masacrados en Cochabamba. Furiosos, los quiteños atacaron y cuando estaban empezando a tomar severas represalias, un yanacona de nombre Guamán intercedió ofreciendo regalos y ruegos, lo que llevó a un perdón general. Por sus acciones, acompañó a Atahualpa durante la ocupación y fue nombrado en Pipus como líder del nuevo gobierno, acomapañado de un tal Çuta como corregente. Tenían como segunda persona a Chuquimis Longuin y Lucana Pachaca, respectivamente. Los remanentes chachas se agruparon en torno a los antiguos sitios incaicos como Levanto, mientras que otros grupos más alejados (como los chillaos, charrasmal y luyas), alcanzaron mayor autonomía al aprovechar la ineficacia del régimen.
Sin embargo, los atahualpistas todavía consideraban a los chachapoyas como enemigos. Cuando el general Quizquiz derrotó a los cusqueños en Quipaipán y tomó la capital inca, se ordenó el exterminio de todo chachapoya que allí habitase.

### Conquista española y Virreinato
Tras la captura de Atahualpa, la posición atahualpista se agravó severamente y empeoró aún más el inestable panorama de Chachapoyas. Atahualpa ordenó el traslado de jefes y colonos chachapoyas hacia Cajamarca y de allí a Quito, Guamán entre ellos. Sin embargo, muchos jefes chachapoyas fueron asesinados cuando se presentaron. Guamán, viendo la situación e impotente de ejercer su poder en Chachapoyas, colaboró con los españoles a fin de restaurar el orden y acabar con la ocupación atahualpista. Se le bautizó entonces como Francisco Pizarro Guamán, en honor a Francisco Pizarro. 
Los españoles arribaron a Chachapoyas por primera vez en 1535, capitaneados por Alonso de Alvarado. Se encontraron con un entorno violento y fraccionado, a lo que se le sumaba una epidemia de viruela y crisis en la producción agrícola. Los chachas restantes vivían bajo la constante amenaza de incursiones y saqueos contra sus campos de cultivo perpetrados por otras poblaciones de Chachapoyas como los charrasmal en un esfuerzo por subsistir. 
El periodo de turbulencia culminó con la entrega de Chachapoyas por el capitán inca Cayo Túpac Rimanchi, gobernador de Levanto. Su participación está registrada en el testimonio de Luis Valera, en un documento de 1592 recuperado por Peter Lerche:

"Que este gobernador fue quien le dio la provincia a Alvarado y que después le ayudó a conquistar, Luya Chillaos..."
Luis Valera

La guerra más ardua y sangrienta que libraron los hispanos, sus aliados incas y otros indígenas fue contra los chillaos. Dirigidos por el caudillo Guayamil, ofrecieron una obstinada resistencia que finalmente fue derrotada. Guayamil fue tomado como prisionero y ejecutado. 
El último grupo de Chachapoyas en ser conquistado fueron los orimonas. Su territorio era el más oriental: de carácter sumamente escabroso, tupido e infestado de jaguares. El objetivo español era aprovechar el potencial climático de la zona orimona para que campesinos chilchos pudiesen cultivar y cosechar algodón como tributo al gobierno virreinal. En la campaña se usaron perros de guerra y se quemaron aldeas, alzándose los hispanos con la victoria. 
Durante el levantamiento de Manco Inca, algunos chachapoyas simpatizaron con los rebeldes, aunque por lo general la región se mantuvo leal al Imperio español y su gobierno  vasallo inca del Cusco, presidido por Paullu Inca. El curaca chachapoyas Llajas Chuquillasac fue decapitado por los sublevados a manera de represalia.
Con Chachapoyas virtualmente domeñada, los españoles procedieron con la aplicación del sistema de encomiendas y corregimientos. Se crearon los corregimientos de Luya-Chillaos, Caxamarquilla-Collai y Pacllas. Las encomiendas se establecieron en Luya, Chillao, Chilcho, Leimebamba y Cochabamba; estas tres últimas dentro de la propiedad de Alvarado, quien fue nombrado como principal encomendero de la región. Por otro lado, Francisco Guamán fue ascendido como curaca principal de Chachapoyas en retribución a las facilidades suministradas. Ambos fueron sucedidos por Juan Pérez de Guevara y Alonso Quinyop, respectivamente. 
Como parte de las reformas toledanas, los chachapoyas fueron forzados a abandonar sus poblados para ser reubicados en reducciones. La mayoría de las reducciones se mantuvieron y conforman las actuales aldeas y ciudades de Chachapoyas, mientras otras fueron abandonadas como Corobamba, en Bongará, deshabitada entre 1783 y 1789. Algunos asentamientos nativos consiguieron subsistir durante parte del Virreinato temprano, como ocurrió con Purunllacta de Soloco: abandonado a finales del siglo XVI. 

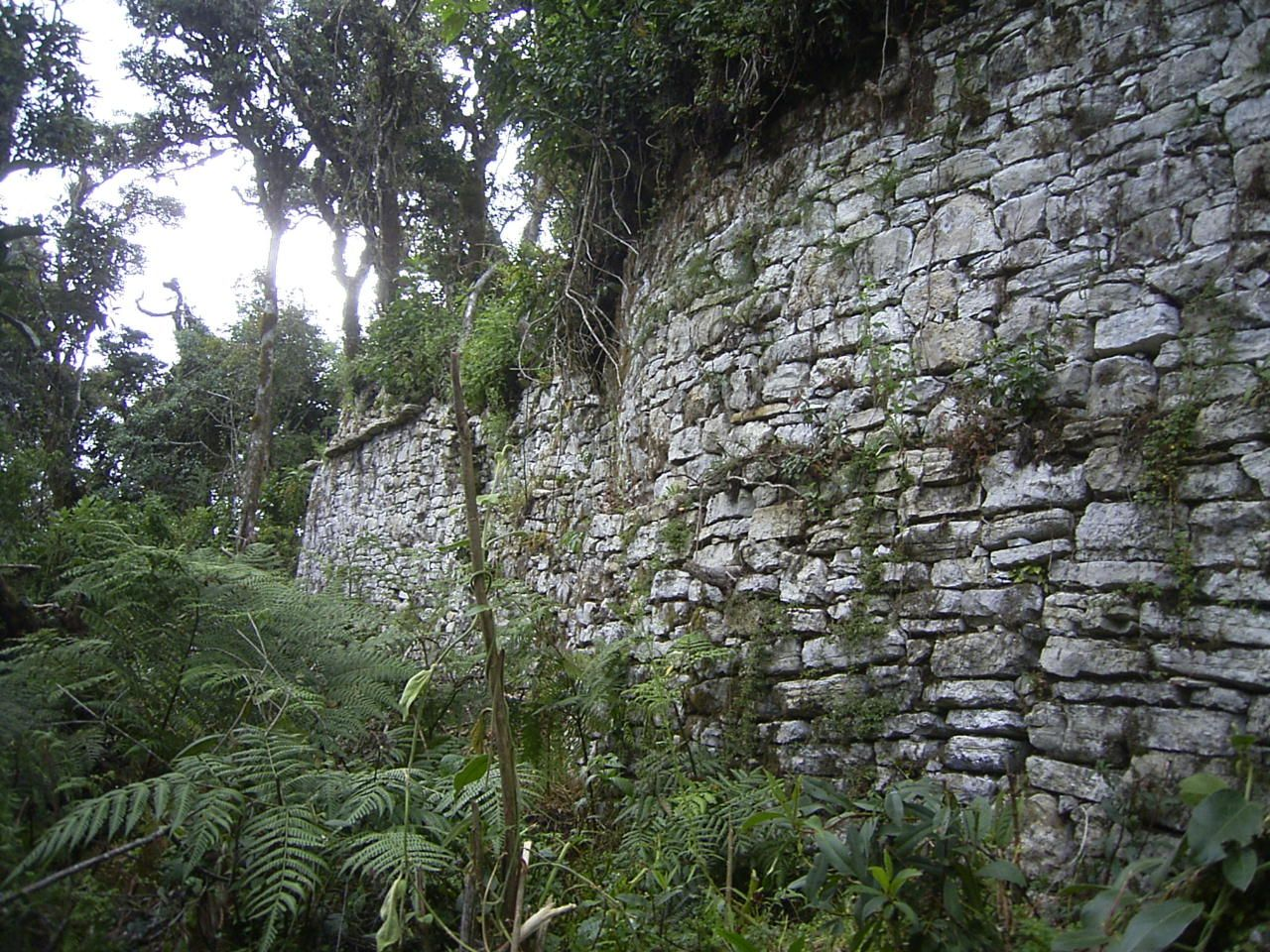
Purunllacta de Soloco, al este de Chachapoyas.

La sobreexplotación ejercida en las encomiendas, sumada al impacto de la viruela, supuso la progresiva disminución del número de habitantes nativos. La dureza del trato a los chilchos fue particularmente brutal bajo el dominio de los encomenderos, lo cual queda demostrado por la disminución de su población en menos de 20 años (de 40,000 a 8,000 personas). Waldemar Espinoza escribió acerca de un caso puntual donde se manifestaron abusos y castigos contra los chilchos:

"Haber consentido a Menacho para encerrar en un galpón del pueblo de Pilaya a gran cantidad de indígenas de ambos sexos para que hilaran, tejieran y prepararan ropa, sin proporcionarles alimentos, dando como fruto la huida de ellos a los montes, donde muchos fallecieron de hambre. Mientras que otros fueron capturados a quienes se les amputaron las narices, a otros los descuartizaron —cortándoles las piernas por la parte de musculos a la altura de las corvas— y a los restantes les troncharon las orejas."
Waldemar Espinoza Soriano

Se suscitaron alzamientos contra el gobierno español, como la rebelión posic de Ipapuy en 1549, los cuales fueron severamente castigados. Los abusos y atrocidades cometidas en las encomiendas no solo en Chachapoyas sino en todo el área andina motivaron la promulgación de las Leyes Nuevas por el rey Carlos I. Soldados chacha fueron empleados por el gobierno virreinal durante la guerra contra el reino de Vilcabamba. 
Paulatinamente, la cultura chachapoyas fue absorbida dentro de la nueva sociedad virreinal. Esta significó la imposición definitiva del quechua como lengua indígena principal en detrimento de la lengua chacha nativa. Sin embargo, su influencia persistió en la evolución regional del quechua clásico al nuevo quechua chachapoyano. Por el ámbito político, a inicios del Virreinato se dieron constantes pugnas legales entre los curacas descendientes de Apu Chuquimis, Tomallaxa y Guamán por alzarse con el cargo de curaca principal, aunque sus dominios de facto se iban reduciendo hasta Cochabamba y Leimebamba. En 1577, los descendientes de Guamán consiguieron alzarse con la supremacía, gobernando hasta extinguirse en 1825, pocos años después del surgimiento del Perú.
El primer cronista en tratar sobre Chachapoyas fue Blas Valera, cuya obra fue la inspiración para la crónica del Inca Garcilaso cuando se refería a la región. El cronista Pedro Cieza de León realizó algunas notas pintorescas sobre los chachapoyas:

"Son los más blancos y agraciados de todos cuantos yo he visto en las Indias que he andado, y sus mujeres fueron tan hermosas que por serlo, y por su gentileza muchas de ellas merecieron ser de los incas y ser llevadas a los templos del sol [...] andan vestidas ellas y sus maridos con ropas de lana y por las cabezas solían ponerse llautos, que son señal que traen para ser conocidas en todas partes"
Pedro Cieza de León

–y agrega que después de su anexión al imperio incaico adoptaron las costumbres impuestas por los cuzqueños.

### República del Perú
Estudios genéticos publicados en 2017 en Science Reports demostraron una relación directa entre los habitantes contemporáneos de Chachapoyas y los chachapoyas antiguos.

### Arquitectura
La arquitectura de Chachapoyas se caracteriza por los recintos y torreones de planta circular, frecuentemente decorados con aleros, ménsulas y lajas líticas ordenadas de tal manera que forman figuras geométricas y antropomorfas. Ejemplos característicos son los de Olán, Macro, La Congona, Kuélap, Ollape, Yálape, Gran Saposoa, Gran Pajatén, Gran Vilaya, Purunllacta de Soloco, Purunllacta de Cheto, Navar, Chaquil, Kacta, Chipuric, Atumpucro, Llaqtacocha, La Playa, El Encanto, Chichita, Churro y muchos otros, algunos ocultos por la densa maleza. Ciertas cuevas eran consideradas como entornos sagrados, por lo que no es extraño encontrar en ellas restos de rituales y entierros chachapoyas; por ejemplo, el tragadero de Chaquil o la celebérrima caverna de Quiocta. 
No obstante, la obra chachapoyas más grande y más conocida es Kuélap, conformado por un conjunto de gigantescas murallas y plataformas construidas sobre la cima de una montaña escarpada y agreste. Los muros que la sostienen, levantados con piedras uniformes y careadas, se elevan hasta por 19 metros. Según Kauffman Doig (1996), Kuélap pudo ser un gran centro administrativo de la producción agraria donde además se hacían rituales propiciatorios de la fertilidad, como ocurrió en gran parte de la arquitectura monumental de los Andes antiguos.

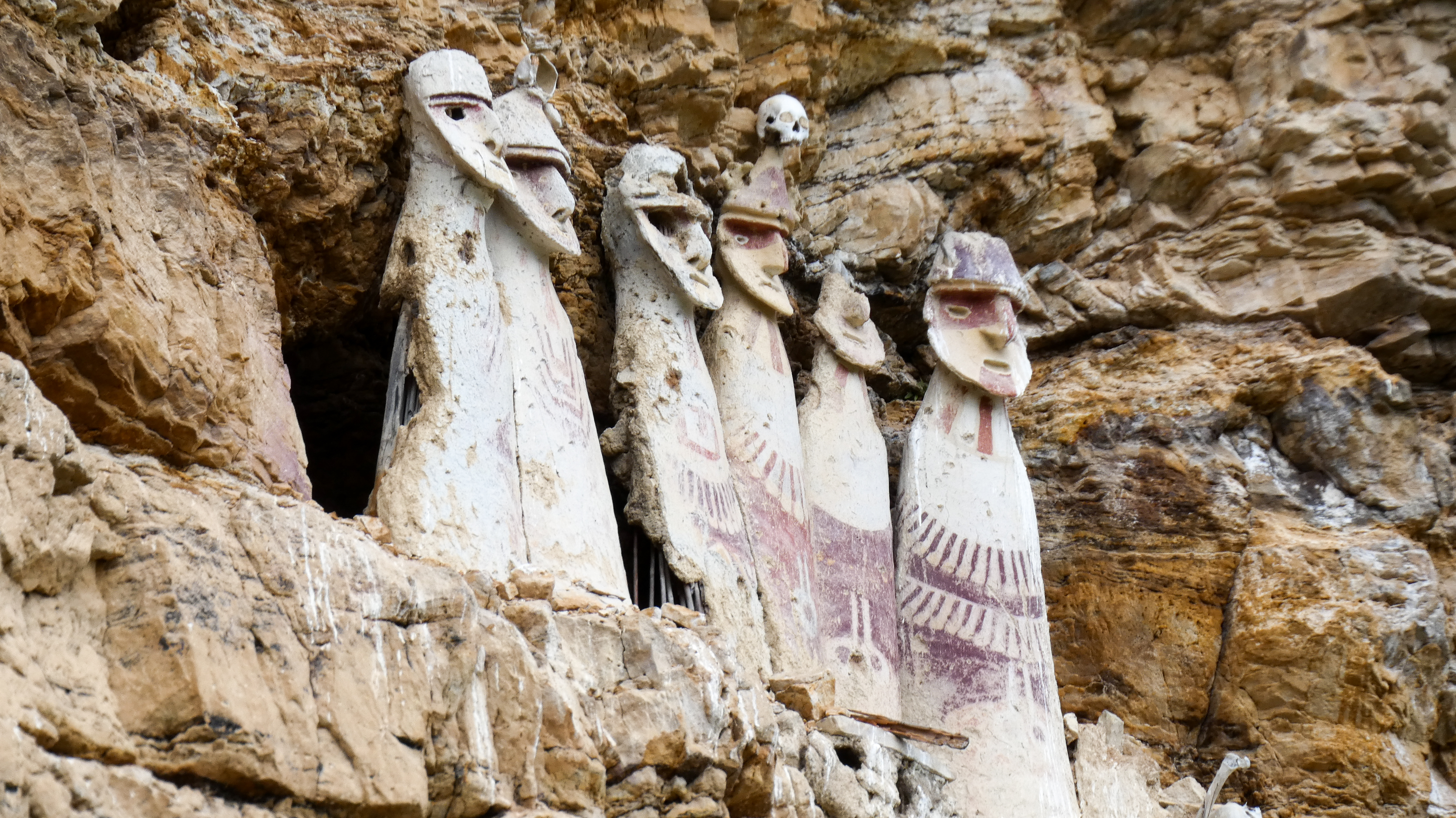
Sarcófagos de Carajía, presuntos sepulcros de jefes guerreros.

#### Sarcófagos y mausoleos
Los chachapoyas mantenían un gran respeto por sus difuntos ya que lo consideraban especiales. Destacaron gracias a dos modalidades de entierros: los sarcófagos, que eran tumbas unipersonales con forma humana, y los mausoleos, que eran tumbas colectivas. Ambos se caracterizaban por estar construidos en cavernas naturales o excavadas en laderas verticales inaccesibles. Estos emplazamientos encajan con la descripción en las crónicas de "peñascos".
Ejemplos de yacimientos que cuentan con mausoleos y sarcófagos son los Sarcófagos de Carajía, Sholón, los mausoleos de la Laguna de los Cóndores, Mausoleos de Revash, Diablo Wasi, La Petaca, Sarcófagos de Cerro El Tigre, Los Pinchudos, Pueblo de los Muertos/Tingorbamba, etc. 

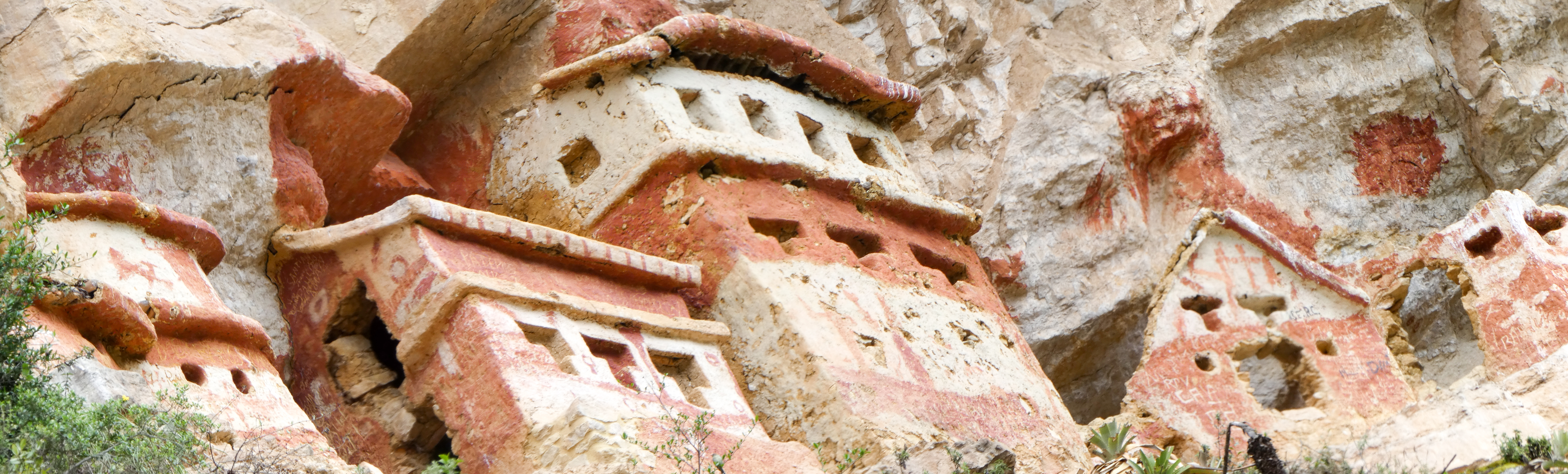
El conjunto principal de mausoleos en Revash.

### Cerámica
La cerámica chachapoyas fue tosca, tanto en lo que se refiere a su factura como a su decoración. Los elementos decorativos están prácticamente limitados a motivos acordonados o "achurados". Peter Lerche (1986) propone que estos son de origen amazónico. En todo caso, este sería el único patrón procedente de la Amazonía ya que, en lo fundamental, los chachapoyas se enraízan en la tradición cultural andina. Por el territorio chachapoyas aparece, igualmente disperso, un tipo de cerámica negra bien alisada, afiliada, al parecer, a la alfarería chimú. Las cerámicas pintadas son frecuentes en el norte mientras palidecen en el sur. De no ser de elaboración local, debe proceder de las costa norte, por trueque o por otro conducto. Del área de los chachapoyas proceden, asimismo, recipientes de cerámica cajamarca y aun de estilo chancay. Arturo Ruiz Estrada (1972) elaboró una clasificación de la cerámica chachapoyas basada en un muestrario que reunió en Kuélap. Se divide en asa estribo y asa puente.

### Escultura

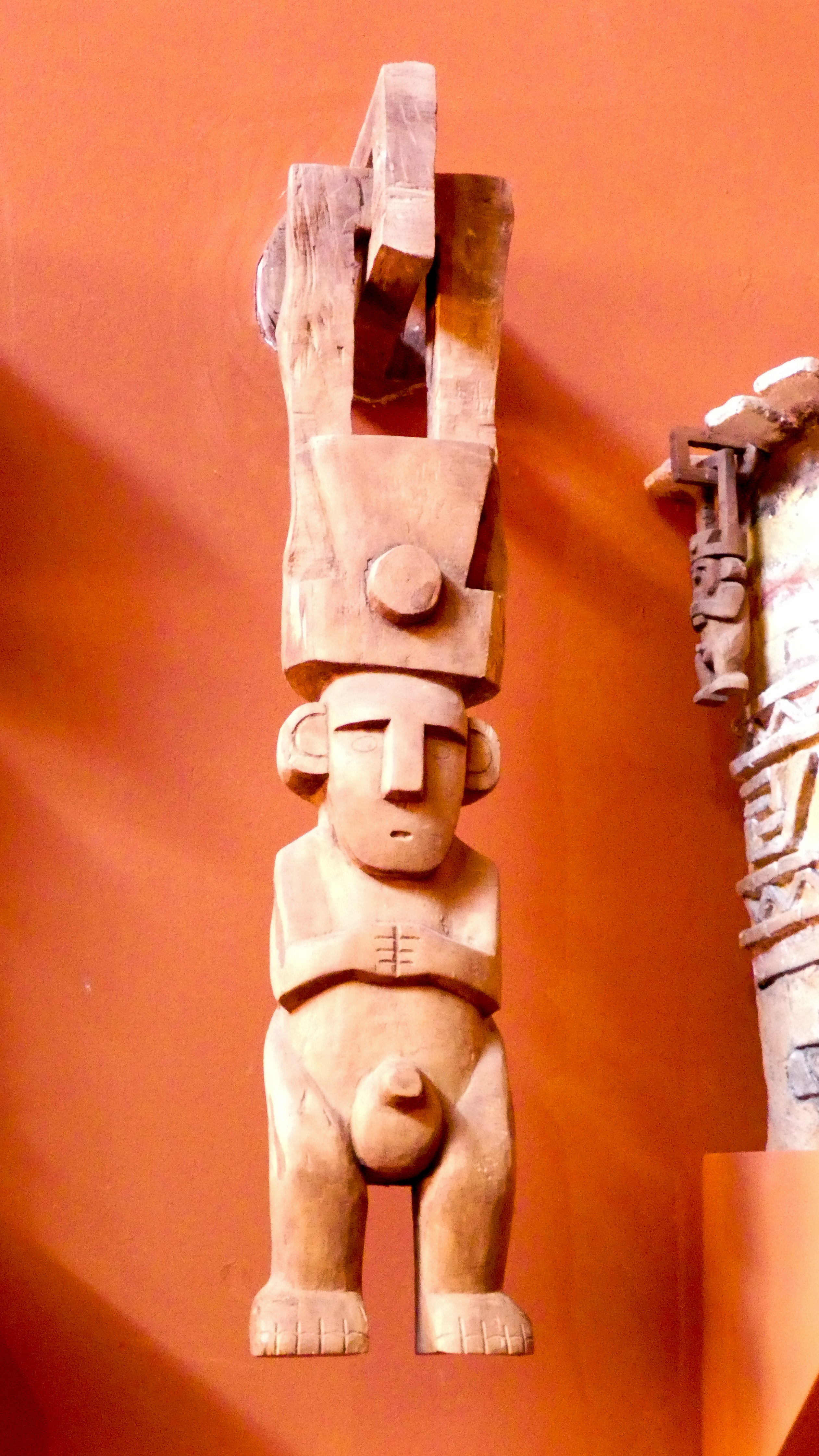
Réplica de una escultura colgante de madera de Los Pinchudos, presente en el museo de Leimebamba

Aparte de los exponentes escultóricos que conforman los sarcófagos, estatuas de madera encontradas en Los Pinchudos son otro conspicuo ejemplo del arte chachapoyas. En piedra también se esculpieron figuras antropomorfas, zoomorfas y geométricas, las cuales integrarían cabezas clavas, bajorrelieves y decoraciones a base de lajas.

### Cabeza trofeo
En Chachapoyas, la decapitación de rivales y el uso de sus cabezas como símbolo de estatus y valor fue común, posiblemente como resultado de la influencia selvática, particularmente de los shuar. Esta costumbre se perpetuó en zonas remotas durante los tiempos virreinales. Se cree que los cráneos ubicados encima de algunos sarcófagos corresponden con un uso ritual de las cabezas-trofeo.

## Controversias sobre la definición de Chachapoyas

### El supuesto reino Chachapoyas
Garcilaso, readaptando las ideas de Blas Valera, fue el primero en asumir que el antiguo Chachapoyas se constituyó como un reino. La interpretación literal de las crónicas desde una óptica moderna, la pobre difusión social de estudios científicos que analizan rigurosamente la estructura sociopolítica de la región, y la preferencia por la narrativa épica, atractiva y simple de un exótico Estado preincaico, perpetuaron la idea. El arqueólogo Alfredo Narváez fue el principal promotor contemporáneo de la imagen de un "gran y poderoso reino chachapoyas" con capital en Kuélap. 
A finales del siglo XX, una idea alternativa empezó a cobrar cada vez más fuerza entre los círculos académicos: la existencia de múltiples señoríos chachapoyas autónomos que compartían una identidad cultural, incluyendo misma lengua, divinidad, festividades y otras costumbres. Esta propuesta fue defendida principalmente por Waldemar Espinoza, quien agrega que los ayllus chachapoyas convivían pacíficamente. No obstante, no se cuenta con la evidencia requerida para afirmarlo tajantemente; por el contrario, la zona chachapoyas parece haber desarrollado una escasa organización política y una fragmentación sociocultural, evidenciada incluso en la arquitectura al contar con sutiles diferencias locales.
La noción de que el Chachapoyas preincaico se dividía en señoríos parece estar influenciada por la noción del sistema organizativo mediante curacazgos, el cual fue recién impuesto bajo el Imperio incaico. Uno de los principales argumentos en contra de la existencia de organizaciones políticas complejas en Chachapoyas es la ausencia de residencias de élite o "palacios" claramente definidos para hipotéticas autoridades políticas institucionalizadas. Los líderes chachapoyas habrían sido caudillos de guerra activos en circunstancias excepcionales, como lo sugieren pinturas rupestres que representan personajes victoriosos exhibiendo armas, vistosas indumentarias y cabezas-trofeo. 
La existencia de estos caudillos se ve reforzada por algunas crónicas. Al respecto, Pedro Sarmiento de Gamboa anota que:

"Y aún en este tiempo tienen este uso y costumbre de gobernarse en las provincias de... Chachapoyas, que no obedecen más señores de cuanto dura la guerra, y éste a quién obedecen no es señaladamente siempre uno, sino el que conocen ser más valiente, ardid y venturoso en las guerras. Y este nombre de cinches, que les servía de cabezas para sola la guerra duró en toda la tierra hasta el tiempo de Topa Inga Yupanqui, décimo inga, el cuál instituyó los curacas y otros dominadores..."
Pedro Sarmiento de Gamboa

Vale la apena acotar que la palabra "shinchi" (jefe guerrero) fue opacada por la generalización del término "curaca". En suma, es altamente probable que en Chachapoyas habrían existido múltiples sociedades aldeanas-tribales que correspondieron a distintas etnias las cuales, aunque se cree que ocasionalmente cooperaban juntas para la construcción de monumentos como Kuélap, solían incurrir en conflictos bélicos.

### Los chachapoyas "no chachapoyas"
En la actualidad, el concepto de "Cultura chachapoyas" es usado para designar indiscriminadamente a todas las etnias que habitaban la región de Chachapoyas. No obstante, también define a un grupo particular, los chachapoyas stricto sensu. Existieron otros grupos como los charrasmal, posic, pomacochas, cascayungas, orimonas, chilchos, chillaos y luyas. Algunos jamás se identificaron como "chachapoyas" en los documentos virreinales, aún si estaban culturalmente emparentados. 
La monopolización de la historia de Chachapoyas por parte del grupo homónimo, en desmedro de los demás, se puede deber al rol protagónico que los chachapoyas étnicos obtuvieron durante la administración inca, lo cual quedó plasmado en las crónicas españolas que, agravando la situación, adquirieron poco interés en profundizar sobre la región. Criticando esta realidad, Ruiz Estrada aboga por una reconsideración del uso y naturaleza del término "chachapoyas":

"Si bien se ha ofrecido referencias sobre la existencia de varios grupos humanos en Amazonas, siempre se los ha considerado como unificados en una sola entidad social, cultural y política denominada Chachapoya. Se continúa usando, sin un análisis crítico términos acuñados de tiempos coloniales para hacer aparecer a un solo grupo humano como el gestor de las realizaciones culturales ocurridas en el actual territorio peruano de Amazonas."
Arturo Ruiz Estrada